# كيانا النيسابورية
كيانا حسيني (بالفارسية: کیانا سادت حسینی) اشتهرت بـكيانا الصغيرة أوكيانا النيسابورية (2009- 2016) كانت فتاة إيرانية في السابعة من عمرها اشتهرت بشكل واسع في إيران بعد أن اختطفت واغتصبت وقتلت في 25 سبتمبر 2016 على يد زوج عمتها. وتم إعدام قاتلها علناً بتاريخ 30 سبتمبر 2016 في نيسابور بحكم صادق لاريجاني.